# El llibre de la selva (pel·lícula de 1942)
El llibre de la selva (títol original en anglès Jungle Book) és una pel·lícula estatunidenca dirigida per Zoltan Korda, estrenada el 1942. Ha estat rodada amb animals salvatges. Ha estat doblada al català.

## Argument
En un poble de l'Índia britànica, una jove memsahib  anglesa sent per casualitat un vell narrador, Buldeo, parlar dels perills de la jungla. Li demana que li expliqui una història i li conta llavors la de Mowgli ... Quan Buldeo era més jove, els homes decideixen construir un poble a la jungla, usurpant la vida salvatge. Shere Khan, el tigre temut, tornant sobre les seves terres predilectes, vaga al voltant del poble. Durant aquest temps, Mowgli escapa a la vigilància dels seus pares per perdre's a la jungla. El seu pare marxa a la seva recerca però troba Shere Khan, que el mata. Mowgli és recollit pels llops que el protegeixen del tigre, el crien i li ensenyen el llenguatge dels animals. Alguns anys després, Mowgli, adolescent, és trobat per habitants del poble. Es divideixen en dos grups pel que fa a la seva opinió sobre el futur del nen salvatge. Alguns, com el mateix Buldeo, ho consideren com un mal signe pel perill d'atreure animals salvatges al poble. Altres prefereixen acollir-lo com un home. Messua, la mare de Mowgli, tot i que ella no reconeix el seu fill, decideix recollir el nen. Aviat, Mowgli farà descobrir la jungla a Mahala, la filla de Buldeo, amb la qual havia simpatitzat... Mowgli descobrirà a poc a poc la cobdícia dels homes i haurà d'escollir entre la civilització i la jungla.

## Repartiment
- Sabu: Mowgli
- Joseph Calleia: Buldeo
- John Qualen: El barber
- Frank Puglia: Pundit
- Rosemary DeCamp: Messua
- Patricia O'Rourke: Mahala
- Ralph Byrd: Durga
- John Mather: Rao
- Faith Brook: La jove anglesa
- Noble Johnson: El Sikh

## Premis i nominacions[calcitació]

### Nominacions
- 1943: Oscar a la millor fotografia per W. Howard Greene
- 1943: Oscar a la millor banda sonora per Miklós Rózsa
- 1943: Oscar a la millor direcció artística per Vincent Korda i Julia Heron
- 1943: Oscar als millors efectes visuals per Lawrence W. Butler (fotografia) i William A. Wilmarth (so)